# La finta semplice
La finta semplice ("Den föregivet enfaldiga"), K 51 (46a), är en opera buffa i tre akter för solister och orkester med musik av Wolfgang Amadeus Mozart. Librettot av Marco Coltellini som bygger på ett verk av Carlo Goldoni.

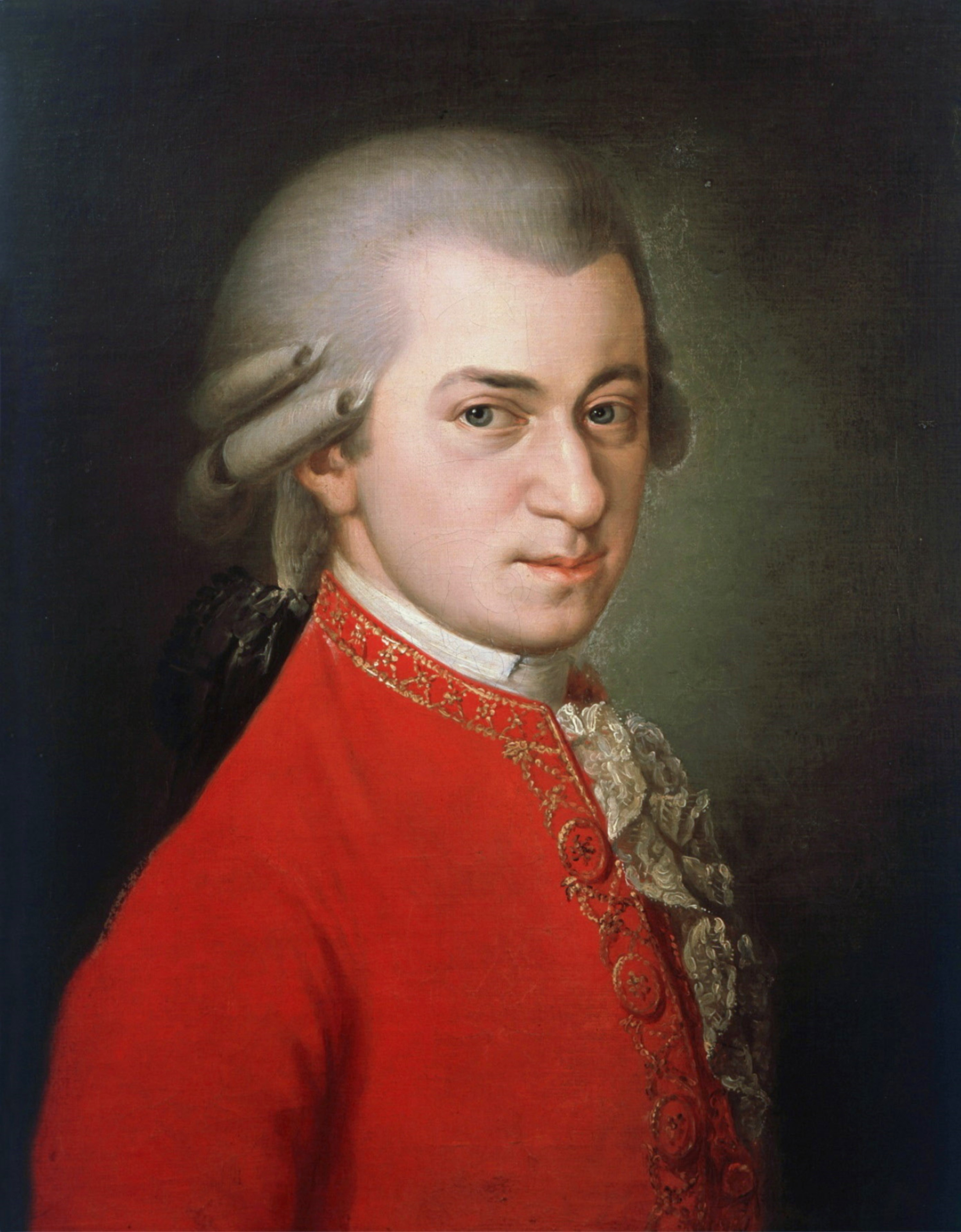
Wolfgang Amadeus Mozart

## Historia
I september 1767 var Mozart med föräldrarna och systern i Wien, där han presenterades för kejsar Josef II. Denne beställde en opera av den då 11-årige Wolfgang, men till följd av intriger uppfördes La finta semplice aldrig i Wien. Leopold Mozarts arbetsgivare ordnade emellertid en föreställning på sin privata teater i Salzburg den 1 maj 1769. Det var Mozarts första försök i den italienska buffastilen som han behärskade häpnadsväckande väl för sin ålder.
Svensk premiär på Drottningholms slottsteater 3 juni 1956.

## Orkesterbesättning
- 2 flöjter, 2 oboer (även engelskt horn), 2 fagotter
- 2 horn (jakthorn)
- Stråkar

För recitativ: cembalo och cello

## Personer
| Roller                                           | Röstläge    | Premiärföreställning, 1 maj 1769 | Planerad föreställning, 1768 (Wien) |
| ------------------------------------------------ | ----------- | -------------------------------- | ----------------------------------- |
| Fracasso, En ungersk kapten                      | Tenor       | Joseph Meissner                  | Filippo Laschi                      |
| Rosina, hans syster, en baronessa                | Sopran      | Maria Magdalena Haydn            |                                     |
| Don Cassandro, en tyrannisk misogyn man          | Bas         | Joseph Hornung                   | Francesco Carattoli                 |
| Don Polidoro, hans enfaldige bror                | Tenor       | Anton Franz Spitzeder            |                                     |
| Giacinta, deras syster                           | Mezzosopran | Maria Anna Braunhofer            |                                     |
| Simone, Fracassos assistent, förälskad i Ninetta | Bas         | Felix Winter                     |                                     |
| Ninetta, Giacintas kammarjungfru                 | Sopran      | Maria Anna Fesemayer             | Antonia Wagerle Bernasconi          |

## Handling
Akt I
Kaptenen Fracasso och hans kalfaktor är inkvarterade på Cassandros och Polidoros lantgods. Fracasso är förälskad i deras syster, Giacinta, medan hans underlydande Simone är förälskad i kammarjungfrun Ninetta. Men de båda bröderna, som ogillar förändringar, vill inte själva gifta sig och inte heller ge bort systerns hand. Med Fracassos syster Rosinas hjälp sätter man igång en intrig. Rosina utger sig för att vara enfaldig. Av en sådan kvinna har de båda bröderna inget att frukta och förälskar sig därför i henne.
Akt II
Giacinta oroar sig för att det skall uppstå en fejd mellan bröderna, medan Simone med glädje ser fram emot ett slagsmål. De båda bröderna upptäcker att de är rivaler, och det blir till en duell. Slutligen blir de dock lurade att tro att Giacinta har försvunnit med familjens samlade förmögenhet.
Akt III
Men kärleksparen får varandra trots allt: Ninetta och Simone, Giacinta och Fracasso. Rosina skäner till sist Cassandro sin hand. Endast Polidoro får tomhänt därifrån.

## Musikalisk struktur
- Sinfonia

### Akt 1
- N. 1 Kör [Quartetto] Bella cosa è far l'amore! (Ninetta, Giacinta, Fracasso, Simone)
- N. 2 Aria Troppa briga a prender moglie (Simone)
- N. 3 Aria Marito io vorrei, ma senza fatica (Giacinta)
- N. 4 Aria Non c'è al mondo altro che donne (Cassandro)
- N. 5 Aria Guarda la donna in viso (Fracasso)
- N. 6 Aria Colla bocca, e non col core (Rosina)
- N. 7 Aria Cosa ha mai la donna indosso (Polidoro)
- N. 8 Aria Ella vuole ed io vorrei (Cassandro)
- N. 9 Aria Senti l'eco ove t'agiri (Rosina)
- N. 10 Aria Chi mi vuol bene (Ninetta)
- N. 11 Finale Dove avete la creanza? (tutti)

### Akt 2
- N. 12 Aria Un marito, donne care (Ninetta)
- N. 13 Aria Con certe persone vuol esser bastone (Simone)
- Nr. 14 Aria Se a maritarmi arrivo (Giacinta)
- Nr. 15 Aria Amoretti, che ascosi qui siete (Rosina)
- Nr. 16 Aria Ubriaco non son io (Cassandro)
- Nr. 17 Aria Sposa cara, sposa bella (Polidoro)
- Recitativ [Pantomima]
- Nr. 18 Aria Ho sentoto a dir da tutte (Rosina)
- Nr. 19 Duett Cospetton, cospettonaccio (Fracasso, Cassandro)
- Nr. 20 Aria In voi, belle, è leggiadria (Fracasso)
- Nr. 21 Finale T'ho detto, buffone (Rosina, Ninetta, Polidoro, Fracasso, Cassandro, Simone)

### Akt 3
- Nr. 22 Aria Vieni, vieni, oh mia Ninetta (Simone)
- Nr. 23 Aria Sono in amore, voglio marito (Ninetta)
- Nr. 24 Aria Che scompiglio, che flagello (Giacinta)
- Nr. 25 Aria Nelle guerre d'amore non val sempre il valore (Fracasso)
- Nr. 26 Final Se le pupille io giro (tutti)